# 聯邦緊急事務管理署

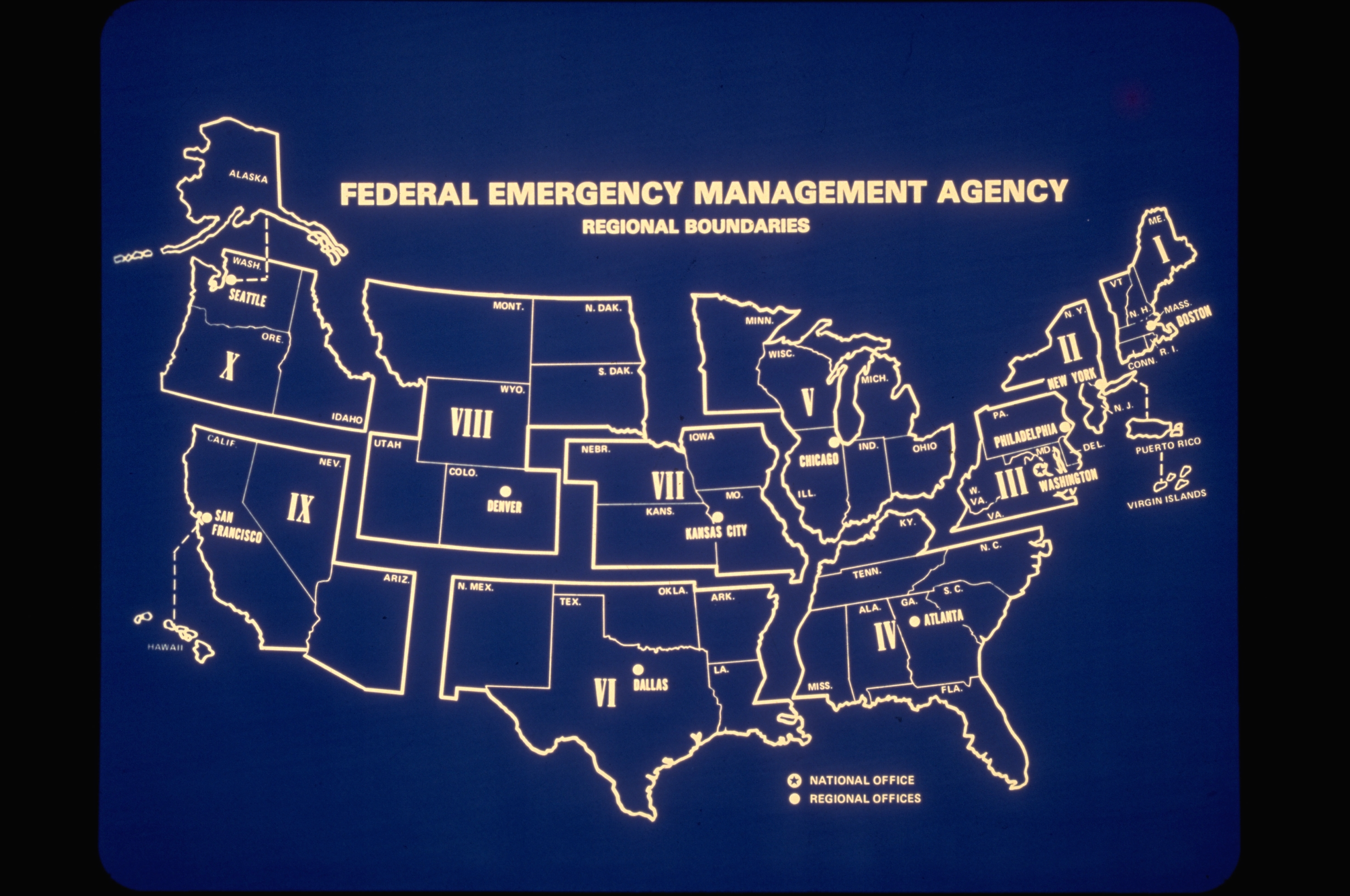
美國救難區劃

（美国政府译名为联邦紧急事务管理局），台湾簡稱急管署，是美国联邦政府行政部门防灾减灾机构，总部在华盛顿哥伦比亚特区，負責缓解自然灾害的影响。緊急事務管理署署長為W. Craig Fugate。2003年3月1日，緊急事務管理署加入美國國土安全部。